# 16 апреля
16 апреля — 106-й день года (107-й в високосные годы) по григорианскому календарю.
До конца года остаётся 259 дней.
До 15 октября 1582 года — 16 апреля по юлианскому календарю, с 15 октября 1582 года — 16 апреля по григорианскому календарю.
В XX и XXI веках соответствует 3 апреля по юлианскому календарю.

## Праздники и памятные дни

### Национальные
- Армения — День работника полиции.
- Болгария — «День первой конституции», «День юриста».
- Дания — День рождения королевы Маргрете II.
- США, штаты Массачусетс, Мэн — День патриотов.

### Религиозные

#### Католические
- Память святого Бенедикта Иосифа Лабра;
- Память святой Бернадетты Субиру.

#### Православные[2][3]

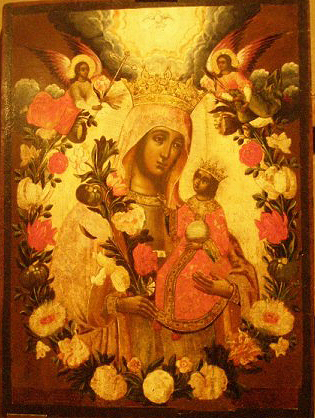
Икона Божией Матери «Неувядаемый Цвет»

- Память преподобного Никиты Исповедника, игумена обители Мидикийской (824)[4];
- Память мученицы Феодосии-девы (307—308)[4];
- Память преподобного Иллирика Марсионского (Пелопоннесского), чудотворца[4];
- Память мучеников Елпидифора, Дия, Вифония и Галика (III век)[4];
- Празднование в честь иконы Божией Матери «Неувядаемый Цвет»[4].

### Именины
- Православные: Никита, Мартин, Феодосия.
- Католические: Ксения, Мария, Юлия, Венедикт, Альбина.

## События

### До XIX века
- 556 — Пелагий I стал 60-м папой римским.
- 1518 — впервые обменялись дипломатическими посланиями русский великий князь Василий III и король Франции Франциск I.
- 1525 — городские власти Цюриха запретили отправление католических месс.
- 1705 — королева Великобритании Анна произвела Исаака Ньютона в рыцари.
- 1710 — Запорожским гетманом избран Ф. С. Орлик.
- 1746 — сражение при Каллодене между английскими войсками и шотландскими ополченцами. Последняя попытка Стюартов вернуть английский престол.
- 1797 — коронация императора всероссийского Павла I и императрицы Марии Фёдоровны. В тот же день изданы манифест о трёхдневной барщине и установления об орденах, учреждён Орден Святой Анны.

### XIX век
- 1803 — Александр I учредил Императорский Виленский университет.
- 1826 — Комиссия составления законов фактически преобразована во II отделение собственной Его Императорского Величества канцелярии.
- 1839 — в американском штате Индиана был заложен город Типтон, ставший столицей одноимённого округа[5].
- 1848 — в Австрийской империи отменено крепостное право вследствие революции.
- 1853
  - открыта железная дорога Бомбей—Тхана (34 км), прошёл первый в Британской Индии пассажирский поезд[6].
  - сооружён первый в Канаде паровоз «Торонто»[7]
- 1863 — во Франции спущена на воду Plongeur (с фр. — «Ныряльщик») — самая большая подводная лодка XIX века.
- 1866 — покушение Д. В. Каракозова на жизнь императора Александра II.
- 1871
  - Берлин провозглашён столицей Германии.
  - Принятие Конституции Германской империи.
- 1887 — в Канаде между озёрами Эри и Онтарио открыт для навигации канал Велланд.

### XX век
- 1905 — создан первый в России профсоюз — Союз рабочих печатного дела.
- 1906 — завершена прокладка подводного телеграфного кабеля между США и Китаем.
- 1911 — в Севастополе впервые был проведён опыт по сопровождению кораблей самолётами.
- 1912 — американка Гарриет Куимби стала первой женщиной, перелетевшей через Ла-Манш на самолёте.
- 1913 — начало гонки на Кубок морской авиации Жака Шнейдера.
- 1917 — Владимир Ленин прибыл из эмиграции на Финляндский вокзал Петрограда.
- 1919 — начало восстания матросов на кораблях французской эскадры на Чёрном море (по 27 апреля).
- 1922 — подписание советско-германского Рапалльского договора. Установление дипломатических отношений между Россией и Германией.
- 1932 — на Ленинградском радиозаводе налажен выпуск аппаратуры для радиоцентра и изготовлены первые советские телевизоры.
- 1934 — Постановлением ЦИК СССР учреждено почётное звание «Герой Советского Союза».
- 1943 — швейцарец Альберт Хофман открыл психотропные свойства ЛСД, сделавшее химика широкоизвестным
- 1945
  - Вторая мировая война: начало Берлинской операции
  - Потопление немецкого транспорта «Гойя» советской подлодкой Л-3. В кораблекрушении погибло более 6000 человек, сделав его одной из крупнейших катастроф на море.
- 1947
  - взрыв в Тексас-Сити, около 600 погибших
  - в сенате Южной Каролины американский политик и финансист Бернард Барух одним из первых в мире употребил словосочетание «холодная война».
- 1948 — 16 западноевропейских стран и западные оккупационные зоны Германии заключили международное соглашение о европейском экономическом сотрудничестве в рамках «плана Маршалла».
- 1955 — вышел первый номер журнала «Нева».
- 1962 — организована научно-исследовательская станция «Северный полюс-11» под руководством Н. Н. Брязгина.
- 1963 — Великобритания предоставила политическое убежище советскому пианисту Владимиру Ашкенази.
- 1964 — американская лётчица Джеральдина Мок (Geraldine Mock) приземлилась в Западной Германии, став первой женщиной, совершившей полёт вокруг земного шара.
- 1966 — в Израиле поступила в продажу первая «Кока-Кола».
- 1970 — в Риге открыт мемориальный Музей красных латышских стрелков. Ныне экспозиция музея изменена, и он называется Музеем оккупации Латвии.
- 1972
  - Свой первый концерт в английском городе Киппи дала группа «Electric Light Orchestra».
  - Стартовала пятая экспедиция по программе «Аполлон» с высадкой на поверхность Луны (состоявшейся 20 апреля); командир — астронавт Джон Янг.
- 1992 — свержение президента Республики Афганистан Мухаммеда Наджибуллы.
- 1996 — во время Первой чеченской войны 245-й мотострелковый полк российской армии попал в засаду в бою у селения Ярышмарды.
- 1997 — в России введён мораторий на смертную казнь.
- 2000
  - Впервые в испанской корриде принял участие русский тореадор.
  - На референдуме большинство жителей Украины поддержало идею сокращения Верховной Рады, лишения депутатов неприкосновенности и право президента на роспуск парламента.

### XXI век
- 2001 — из-за нерентабельности закрыта газета «Сегодня», принадлежавшая В. А. Гусинскому.
- 2003 — 40-летний Майкл Джордан сыграл свой последний матч в НБА.
- 2007 — в студенческом городке Виргинского политехнического института, около города Блэксберга, 23-летний студент-четверокурсник корейского происхождения Чо Сын Хи открыл огонь по присутствующим в кампусе, в результате чего было убито 33 человека (включая стрелка) и ранено 25.
- 2009 — с 00:00 снят режим контртеррористической операции в Чечне.
- 2014 — крушение парома «Севоль» у юго-западного побережья Южной Кореи, погибли 304 человека.
- 2019 — завершение работ по ликвидации пожара в соборе Нотр-Дам в Париже.

## Родились

### До XIX века
- 363 — У-ди (ум. 422), основатель империи Лю Сун, император Сун (420—422).
- 1319 — Иоанн II (ум. 1364), король Франции (1350—1364), из династии Валуа.
- 1495 — Петер Апиан (ум. 1552), немецкий астроном, математик и картограф.
- 1646 — Жюль Ардуэн-Мансар (ум. 1708), французский зодчий, главный придворный архитектор при короле Людовике XIV.
- 1660 — Ганс Слоан (или Слоун; ум. 1753), английский медик и натуралист.
- 1661 — Чарльз Монтегю, 1-й граф Галифакс (ум. 1715), финансист, создатель Английского банка и финансовой системы Британии.
- 1682 — Джон Хэдли (ум. 1744), английский математик, астроном и изобретатель.
- 1728 — Джозеф Блэк (ум. 1799), шотландский химик и физик.
- 1755 — Элизабет Виже-Лебрён (ум. 1842), французская художница, мастер светских портретов (Марии-Антуанетты и др.).
- 1785 — граф Дмитрий Блудов (ум. 1864), русский писатель, дипломат, министр внутренних дел Российской империи (1832—1839), глава Госсовета (1861—1863).
- 1786 — Павел Шиллинг (ум. 1837), российский востоковед, электротехник, изобретатель мины с электрозапалом и клавишного телеграфного аппарата (электромагнитного телеграфа).

### XIX век

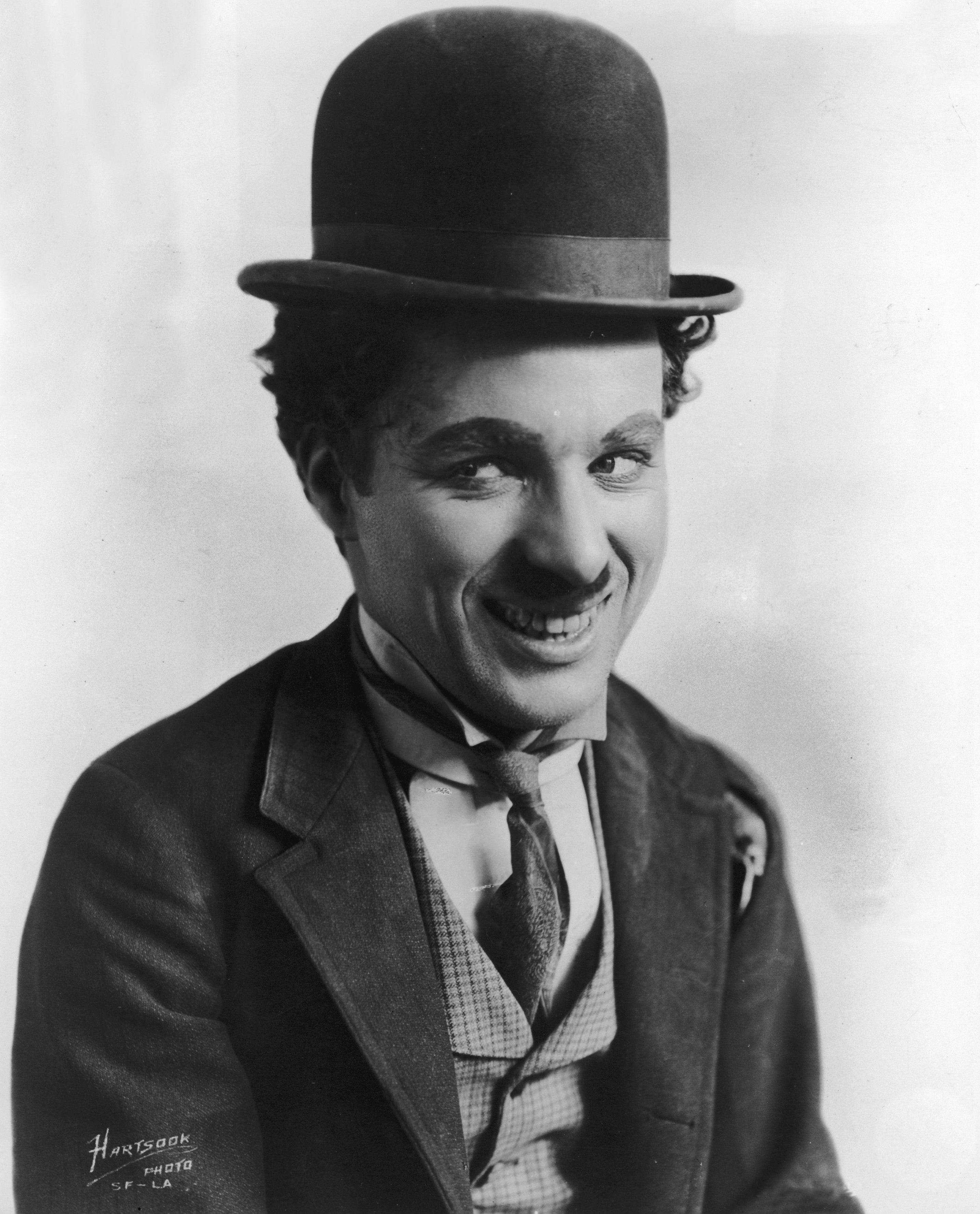
Чарли Чаплин

- 1827 — Октав Кремази (ум. 1879), основоположник канадской франкоязычной поэзии («Старый канадский солдат», «Флаг Карильона» и др.).
- 1838 — Карел Бендль (ум. 1897), чешский композитор и дирижёр.
- 1844 — Анатоль Франс (наст. имя Жак Анатоль Франсуа Тибо; ум. 1924), французский писатель, лауреат Нобелевской премии (1921).
- 1847 — Нил Филатов (ум. 1902), врач, один из основоположников педиатрии в России.
- 1850 — Сидни Гилкрист Томас (ум. 1885), английский металлург, изобретатель томасовского процесса.
- 1867 — Уилбер Райт (ум. 1912), американский изобретатель, авиаконструктор, лётчик, старший из братьев — пионеров воздухоплавания.
- 1886 — Эрнст Тельман (расстрелян в 1944), лидер немецких коммунистов.
- 1889 — Чарли Чаплин (ум. 1977), английский и американский киноактёр, режиссёр, сценарист, композитор, продюсер, обладатель трёх «Оскаров» и др. наград.
- 1890 — князь Николай Трубецкой (ум. 1938), русский лингвист, философ, публицист, этнограф и историк.
- 1896 — Борис Добронравов (ум. 1949), актёр театра и кино, мастер художественного слова, народный артист СССР.
- 1896 — Тристан Тцара (наст. имя Самуэль Розеншток; ум. 1963), румынский и французский поэт, основатель дадаизма.

### XX век
- 1901 — Николай Акимов (ум. 1968), режиссёр, художник, создатель Театра Комедии в Ленинграде, народный артист СССР.
- 1904 — Александр Макаревский (ум. 1979), учёный-авиастроитель, академик АН СССР, Герой Социалистического Труда.
- 1909
  - Владимир Дуров (ум. 1972), артист цирка, дрессировщик, народный артист СССР.
  - Никита Карацупа (ум. 1994), легендарный советский пограничник, Герой Советского Союза.
- 1910 — Леонид Лейманис (ум. 1974), латвийский и советский кинорежиссёр.
- 1912 — Евгений Самойлов (ум. 2006), актёр театра, кино и дубляжа, народный артист СССР.
- 1914 — Марк Галлай (ум. 1998), советский лётчик-испытатель, фронтовик, писатель, Герой Советского Союза.
- 1921 — сэр Питер Устинов (ум. 2004), английский писатель, драматург, актёр и режиссёр театра и кино, лауреат 2 «Оскаров» и др.
- 1922 — сэр Кингсли Эмис (ум. 1995), английский писатель-прозаик, поэт и критик.
- 1924 — Генри Манчини (ум. 1994), американский кинокомпозитор и дирижёр, лауреат 4 премий «Оскар» и др наград.
- 1927 — Бенедикт XVI (в миру Йозеф Алоиз Ратцингер; ум. 2022), 265-й папа римский (2005—2013).
- 1930 — Фёдор Богдановский (ум. 2014), советский тяжелоатлет, олимпийский чемпион (1956).
- 1935 — Бобби Винтон (наст. имя Стэнли Роберт Винтула), американский певец польского происхождения, музыкант.
- 1939
  - Иван Бортник (ум. 2019), советский и российский актёр театра и кино, народный артист РФ.
  - Дасти Спрингфилд (наст. имя Мэри Изобел Кэтрин Бернадетт О’Брайен; ум. 1999), британская певица.
- 1940 — Маргрете II, королева Дании (1972—2024).
- 1941 — Сергей Никоненко, актёр театра и кино, кинорежиссёр, сценарист, народный артист РСФСР.
- 1944 — Деннис Рассел Дэвис, американский дирижёр и пианист.
- 1945 — Николай Мерзликин (ум. 2007), советский и российский киноактёр, заслуженный артист РСФСР.
- 1947
  - Карим Абдул-Джаббар (урожд. Фердинанд Льюис Алсиндор-мл.), американский баскетболист, 6-кратный чемпион НБА
  - Джерри Рафферти (ум. 2011), шотландский гитарист, певец, автор песен, один из основателей группы «Stealers Wheel».
- 1952 — Мишель Блан, французский актёр театра и кино, режиссёр и сценарист.
- 1954 — Эллен Баркин, американская актриса театра, кино и телевидения, лауреат премий «Эмми» и «Тони».
- 1955 — Анри, великий герцог Люксембурга (с 2000).
- 1959 — Майкл Рид Барратт, американский врач, астронавт НАСА.
- 1960 — Пьер Литтбарски, немецкий футболист, чемпион мира (1990).
- 1962 — Энтони Блинкен, американский государственный деятель, госсекретарь США (с 2021 по 2025).
- 1965 — Мартин Лоуренс, американский актёр, стендап-комик, режиссёр, сценарист и продюсер.
- 1966 — Стуре Сивертсен, норвежский лыжник, олимпийский чемпион (1998), многократный чемпион мира.
- 1969 — Александр Семчев, актёр театра и кино, кинорежиссёр, продюсер, заслуженный артист России.
- 1971
  - Наталья Зверева, советская и белорусская теннисистка, экс-первая ракетка мира в парном разряде.
  - Селена (Селена Кинтанилья-Перес; убита в 1995), американская певица мексиканского происхождения, автор песен, модель, актриса и дизайнер.
  - Свен Фишер, немецкий биатлонист, 4-кратный олимпийский чемпион, 7-кратный чемпион мира.
- 1972
  - Андреас Диттмер, немецкий гребец на каноэ, трёхкратный олимпийский чемпион, 8-кратный чемпион мира.
  - Кончита Мартинес, испанская теннисистка, бывшая вторая ракетка мира.
- 1973 — Оксана Ермакова, советская и российская фехтовальщица, двукратная олимпийская чемпионка.
- 1976 — Шу Ци (урожд. Линь Лихуэй), тайваньская киноактриса.
- 1978 — Иван Ургант, российский актёр, шоумен, теле- и радиоведущий, певец, музыкант, режиссёр, сценарист.
- 1981 — Надежда Ручка, российская певица, актриса и экс-солистка группы «Блестящие».
- 1982
  - Борис Дьяо, французский баскетболист, чемпион НБА (2014), чемпион Европы (2013).
  - Джина Карано, американская женщина-боец MMA, актриса и модель.
- 1984 — Клэр Элизабет Фой, английская актриса, обладательница премий «Эмми» и «Золотой глобус».
- 1986 — Эпке Зондерланд, нидерландский гимнаст, олимпийский чемпион, чемпион мира.
- 1987 — Фиби Фокс, английская актриса.
- 1990
  - Лили Лавлесс, британская актриса кино и телевидения.
  - Лоррейн Николсон, американская актриса кино и озвучивания, обладательница премии «Золотой глобус».
- 1992 
  - Рукиди IV, король Торо, королевства в составе Уганды (с 1995).
  - Генис Михаил Олегович - Алтуфьевский бард
- 1993 — Маркус Гранлунд, финский хоккеист, олимпийский чемпион (2022).
- 1994 — Лилиана Муми, американская актриса кино и телевидения.
- 1996 — Аня Тейлор-Джой, американо-британо-аргентинская актриса и модель, обладательница «Золотого глобуса».

### XXI век
- 2002
  - Даяна Кириллова, российская певица, лауреат российских и международных конкурсов.
  - Сэди Синк, американская актриса театра, кино и телевидения.

## Скончались
См. также: Категория:Умершие 16 апреля

### До XIX века
- 1113 — Святополк Изяславич (р. 1050), великий князь киевский (1093—1113).
- 1656 — Павел, епископ Коломенский (сожжён в срубе).
- 1783 — Христиан Майер (р. 1719), немецкий астроном, составитель первого каталога двойных звёзд.
- 1788 — Жорж Луи Леклерк де Бюффон (р. 1707), граф, французский натуралист, биолог, математик и естествоиспытатель.

### XIX век
- 1809 — Василий Чичагов (р. 1726), русский мореплаватель и флотоводец.
- 1822 — Дмитрий Левицкий (р. 1735), русский художник.
- 1828 — Франсиско Гойя (р. 1746), испанский художник.
- 1859 — Алексис де Токвиль (р. 1805), французский писатель, историк, министр иностранных дел.
- 1879 — Бернадетта Субиру (р. 1844), католическая святая, которой, по её словам, являлась Дева Мария.
- 1900 — Данкмар Адлер (р. 1844), американский архитектор.

### XX век
- 1904 — Генрих Антонович Леер (р. 1829), военный теоретик и историк.
- 1928 — Павел Аксельрод (р. 1850), российский политический деятель.
- 1938 — Стив Блумер (р. 1874), футболист, один из лучших бомбардиров в истории английского футбола.
- 1941 — Эмиль Бернар (р. 1868), французский художник-постимпрессионист.
- 1944 — расстрелян Сергей Третьяков (р. 1882), русский предприниматель и политик, эмигрант, тайный агент ОГПУ.
- 1947 — Николай Коновалов (р. 1885), актёр.
- 1954
  - Фёдор Комиссаржевский (р. 1882), театральный режиссёр и художник.
  - Иван Масленников (р. 1900), советский военный деятель, генерал армии, Герой Советского Союза.
  - Даниил Покрасс (р. 1905), советский композитор, дирижёр и пианист.
- 1959 — Антони Фертнер (р. 1874), польский актёр.
- 1965 — Сидни Чаплин (р. 1885), английский актёр, старший брат Чарли Чаплина.
- 1972 — Ясунари Кавабата (р. 1899), японский писатель, лауреат Нобелевской премии (1968).
- 1979
  - Мария Канилья (р. 1905), итальянская оперная певица (драматическое сопрано).
  - Анатолий Харлампиев (р. 1906), основоположник борьбы самбо.
- 1982 — Анатолий Александров (р. 1888), российский композитор, пианист, педагог.
- 1984 — Байрон Хэскин (р. 1899), американский кинооператор, режиссёр, создатель спецэффектов.
- 1991 — Дэвид Лин, английский кинорежиссёр.

### XXI век
- 2005 — Вячеслав Дёгтев (р. 1959), писатель, лауреат премии имени Андрея Платонова, финалист конкурса «Национальный бестселлер-2003».
- 2013 — Юрий Попов (р. 1929), оперный певец (драматический баритон), народный артист СССР.
- 2015 — Олесь Бузина, украинский журналист, историк, писатель, публицист.
- 2020 — Джин Дейч, американский художник-мультипликатор и режиссёр.
- 2021 — Хелен Маккрори, британская актриса театра и кино.
- 2025 — Константин Кедров (р. 1942), русский поэт, философ, литературный критик и литературовед.

## Народный календарь, приметы и фольклор Руси
Никита Водопол. Пробуждение Водяного, Угощение водяного, Водопол, Ледокол, Праздник рыболовов.
- Если лёд не пойдёт в этот день, то рыбный лов будет самый худой[8][9].